# XXVII Congreso del Partido Comunista de la Unión Soviética
El XXVII Congreso del Partido Comunista de la Unión Soviética (PCUS) tuvo lugar en la ciudad de Moscú entre el 25 de febrero y el 6 de marzo de 1986.
Entre el Congreso anterior, el cual había sido realizado en 1981 y éste tuvieron lugar las muertes de nada menos que de tres líderes soviéticos, la que evidentemente evidenciaba el grado de envejecimiento al que había llegado la hasta entonces gerontocrática alta dirigencia política de la entonces URSS). Los mismos eran Leonid Brézhnev (fallecido el 10 de noviembre de 1982), Yuri Andrópov (el 9 de febrero de 1984) y Konstantin Chernenko (el 10 de marzo de 1985).

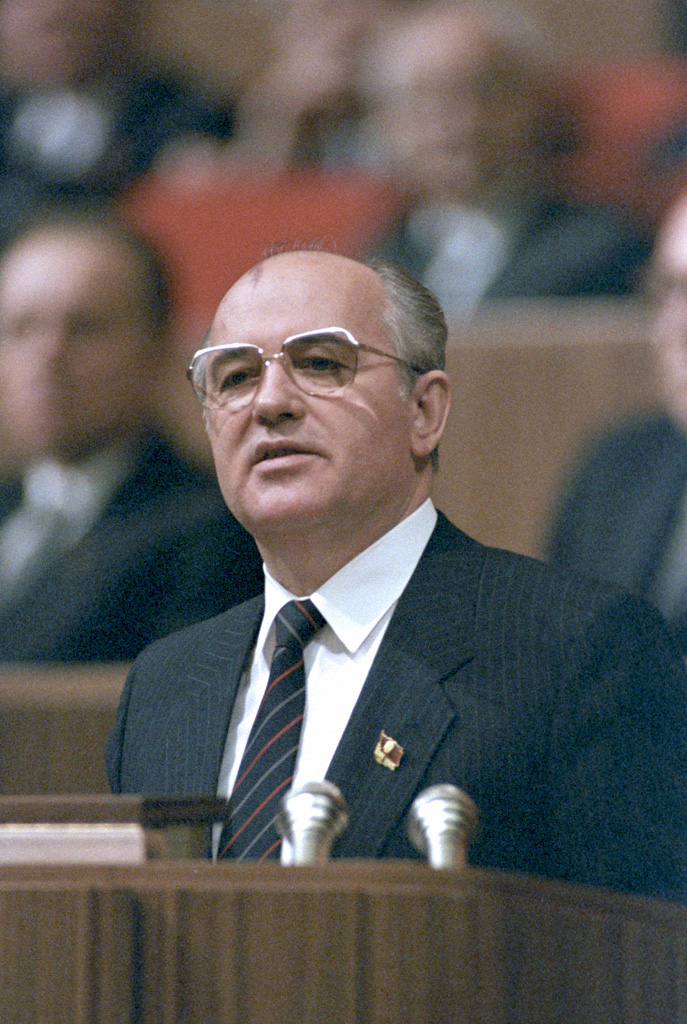
Mijaíl Gorbachov pronunciando el discurso de cierre

El Congreso estuvo presidido por el entonces notablemente joven (de sólo unos 55 años de edad) Mijaíl Gorbachov, quien había asumido como Secretario General del Partido Comunista de la Unión Soviética un día después del fallecimiento de Chernenko. El Congreso en cuestión reunió a 4.993 delegados
En la agenda de discusión política del mismo estuvieron involucrados los siguientes puntos o ítems:
- Lanzamiento del nuevo estatuto del Partido Comunista de la Unión Soviética.
- Informe político del Comité Central del PCUS y de los objetivos del Partido.
- Reporte de la Comisión Central de Revisión del PCUS.
- Informe “Acerca del desarrollo económico y social de la URSS para 1986-1990 y en perspectiva para el año 2000”.
- Elecciones a los órganos centrales del Partido.

Este Congreso fue el penúltimo de la historia del PCUS.

## Nota
- Esta obra contiene una traducción  derivada de «27th Congress of the Communist Party of the Soviet Union» de Wikipedia en inglés, publicada por sus editores bajo la Licencia de documentación libre de GNU y la Licencia Creative Commons Atribución-CompartirIgual 4.0 Internacional.